# ユキヤナギ
ユキヤナギ（雪柳、学名: Spiraea thunbergii）は、バラ科シモツケ属の落葉低木。別名にコゴメバナ、コゴメヤナギなど。日本原産。春に小さい白い花を咲かせる。和名の由来は、ヤナギのようにしだれる枝に白い小さな花が咲き乱れる様子を雪に見立てて「雪柳」の名がついたとされる。中国名は、珍珠繡線菊。

## 分布と生育環境
日本の本州（関東地方以西）、四国、九州に分布する。川岸の岩場などに生える。日本原産種だが、自生地はとても少ない。各地に植栽され、公園や庭先でよく見かけるが、自生種は石川県で絶滅危惧I類に指定されているなど、地域的には絶滅が危惧されている。

## 特徴
手を掛けなくても成長し、大きくなると1.5mほどの高さになる。幹は株立ちし、地面の際から枝がいく本にも枝垂れて、細く、ぎざぎざのある葉をつける。樹皮は灰褐色で滑らかであるが、老木では縦に裂ける。小枝は軟らかい毛が多くあるが、表面が剥がれて無毛になる。栽培品は野生種よりも株も大きく、幹も太い。
花期は春（4月）。5弁で雪白の小さな花を小枝全体に群がってつける。秋には紅葉し、黄色や橙色、ときに赤色に色づく。
冬芽は卵形で紅紫色の鱗芽で、互生する。丸くて大きい冬芽は花芽で、枝の先の方の小さい冬芽が葉芽である。
主に公園樹や庭園樹として利用されている。

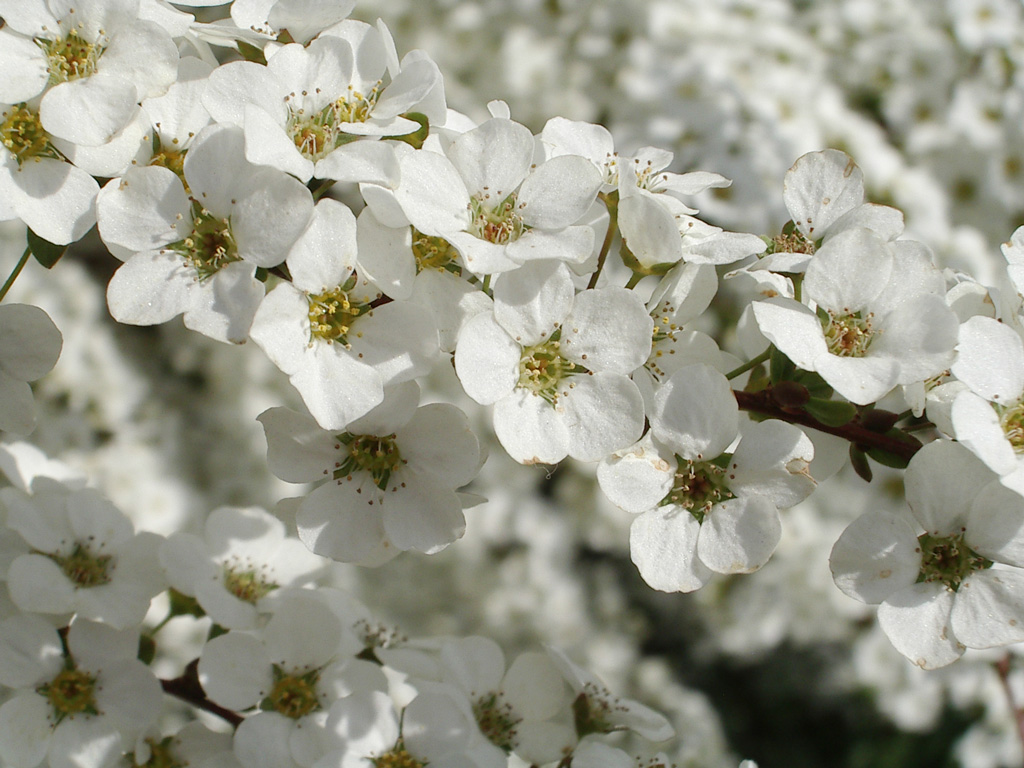
花のアップ